# Olympische Sommerspiele 2016/Teilnehmer (Südafrika)
| Gelbes Symbol für Goldmedaillen mit stilisierten Olympischen Ringen | Graues Symbol für Silbermedaillen mit stilisierten Olympischen Ringen | Braundes Symbol für Bronzemedaillen mit stilisierten Olympischen Ringen |
| ------------------------------------------------------------------- | --------------------------------------------------------------------- | ----------------------------------------------------------------------- |
| 2                                                                   | 6                                                                     | 2                                                                       |

Südafrika nahm an den Olympischen Spielen 2016 in Rio de Janeiro teil. Es war die insgesamt 19. Teilnahme an Olympischen Sommerspielen.
Das South African Sports Confederation and Olympic Committee nominierte 137 Athleten in 15 Sportarten. Fahnenträger bei der Eröffnungsfeier war der 400-m-Läufer Wayde van Niekerk, der bei den Spielen in Weltrekordzeit über die 400-m-Distanz Olympiasieger wurde.

## Teilnehmer nach Sportarten

### Badminton
| Athleten       | Wettbewerb | Gruppenphase               | Gruppenphase                          | Gruppenphase | Gruppenphase | Achtelfinale  | Achtelfinale  | Viertelfinale | Viertelfinale | Halbfinale    | Halbfinale    | Finale        | Finale        | Rang          |
| Athleten       | Wettbewerb | Gegner                     | Ergebnis                              | Punkte       | Rang         | Gegner        | Ergebnis      | Gegner        | Ergebnis      | Gegner        | Ergebnis      | Gegner        | Ergebnis      | Rang          |
| -------------- | ---------- | -------------------------- | ------------------------------------- | ------------ | ------------ | ------------- | ------------- | ------------- | ------------- | ------------- | ------------- | ------------- | ------------- | ------------- |
| Männer         |            |                            |                                       |              |              |               |               |               |               |               |               |               |               |               |
| Jacob Maliekal | Einzel     | Son Wan-ho Artem Pochtarev | 0:2 (10:21, 10:21) 2:0 (21:18, 21:19) | 62:79        | 2            | ausgeschieden | ausgeschieden | ausgeschieden | ausgeschieden | ausgeschieden | ausgeschieden | ausgeschieden | ausgeschieden | ausgeschieden |

### Fußball
| Wettbewerb    | Frauen | Männer |
| ------------- | --- | --- |
| Athleten      | Roxanne Barker (TW) Amanda Dlamini Andile Dlamini (TW) Refiloe Jane Mamello Makhabane Stephanie Malherbe Noko Matlou Bambanani Mbane Sanah Mollo Robyn Moodaly Linda Motlhalo Shiwe Nogwanya Nompumelelo Nyandeni Lebohang Ramalepe Jermaine Seoposenwe Leandra Smeda Janine van Wyk Nothando Vilakazi | Rivaldo Coetzee Keagan Dolly Jody February (TW) Itumeleng Khune (TW) Tercious Malepe Menzi Masuku Mulomowandau Mathoho Deolin Mekoa Kwanda Mngonyama Abbubaker Mobara Aubrey Modiba Tebogo Moerane Tashreeq Morris Lebo Mothiba Gift Motupa Mothobi Mvala Ntshangase Phumlani Tyroane Sandows |
| Trainer       | Vera Pauw () | Owen Da Gama |
| Gruppenphase  | Schweden 0:1 (0:0) China 0:2 (0:1) Brasilien 0:0 | Brasilien 0:0 Dänemark 0:1 Irak 1:1 |
| Viertelfinale | ausgeschieden | ausgeschieden |
| Halbfinale    | ausgeschieden | ausgeschieden |
| Finale        | ausgeschieden | ausgeschieden |
| Platzierung   | 9. Platz | 9. Platz |

### Golf
| Athleten       | Runde 1 | Runde 2 | Runde 3 | Runde 4 | Gesamt | Par | Rang |
| -------------- | ------- | ------- | ------- | ------- | ------ | --- | ---- |
| Frauen         |         |         |         |         |        |     |      |
| Paula Reto     | 74      | 67      | 68      | 71      | 280    | −4  | T16  |
| Ashleigh Simon | 75      | 69      | 77      | 75      | 296    | +12 | 50   |
| Männer         |         |         |         |         |        |     |      |
| Brandon Stone  | 75      | 72      | 71      | 75      | 293    | +9  | T55  |
| Jaco van Zyl   | 71      | 74      | 70      | 71      | 286    | +2  | T43  |

### Judo
| Athleten     | Wettbewerb | 1. Runde  | 1. Runde    | 2. Runde      | 2. Runde      | Viertelfinale | Viertelfinale | Halbfinale / Trostrunde | Halbfinale / Trostrunde | Finale / Platz 3 | Finale / Platz 3 | Rang |
| Athleten     | Wettbewerb | Gegner    | Ergebnis    | Gegner        | Ergebnis      | Gegner        | Ergebnis      | Gegner                  | Ergebnis                | Gegner           | Ergebnis         | Rang |
| ------------ | ---------- | --------- | ----------- | ------------- | ------------- | ------------- | ------------- | ----------------------- | ----------------------- | ---------------- | ---------------- | ---- |
| Männer       |            |           |             |               |               |               |               |                         |                         |                  |                  |      |
| Zack Piontek | bis 90 kg  | T. Camilo | 000s1:101s1 | ausgeschieden | ausgeschieden | ausgeschieden | ausgeschieden | ausgeschieden           | ausgeschieden           | ausgeschieden    | ausgeschieden    | 17   |

### Kanu

#### Kanurennsport
| Athleten          | Wettbewerb | Vorlauf      | Vorlauf | Halbfinale   | Halbfinale | Finale       | Finale | Rang |
| Athleten          | Wettbewerb | Zeit         | Rang    | Zeit         | Rang       | Zeit         | Rang   | Rang |
| ----------------- | ---------- | ------------ | ------- | ------------ | ---------- | ------------ | ------ | ---- |
| Frauen            |            |              |         |              |            |              |        |      |
| Bridgitte Hartley | K-1 200 m  | 41,698 s     | 3       | 41,478 s     | 3          | 42,066 s     | 5      | 13   |
| Bridgitte Hartley | K-1 500 m  | 1:55,737 min | 3       | 1:58,397 min | 5          | 2:01,890 min | 8      | 16   |

### Leichtathletik
Laufen und Gehen 
| Athleten             | Wettbewerb   | Runde 1      | Runde 1 | Halbfinale    | Halbfinale    | Finale          | Finale          | Rang |
| Athleten             | Wettbewerb   | Zeit         | Rang    | Zeit          | Rang          | Zeit            | Rang            | Rang |
| -------------------- | ------------ | ------------ | ------- | ------------- | ------------- | --------------- | --------------- | ---- |
| Frauen               |              |              |         |               |               |                 |                 |      |
| Alyssa Conley        | 100 m        | 11,57 s      | 41      | ausgeschieden | ausgeschieden | ausgeschieden   | ausgeschieden   | 41   |
| Carina Horn          | 100 m        | 11,32 s      | 18      | 11,20 s       | 17            | ausgeschieden   | ausgeschieden   | 17   |
| Alyssa Conley        | 200 m        | 23,17 s      | 36      | ausgeschieden | ausgeschieden | ausgeschieden   | ausgeschieden   | 36   |
| Justine Palframan    | 200 m        | 23,33 s      | 43      | ausgeschieden | ausgeschieden | ausgeschieden   | ausgeschieden   | 43   |
| Justine Palframan    | 400 m        | 53,96 s      | 51      | ausgeschieden | ausgeschieden | ausgeschieden   | ausgeschieden   | 51   |
| Tsholofelo Thipe     | 400 m        | 52,80 s      | 40      | ausgeschieden | ausgeschieden | ausgeschieden   | ausgeschieden   | 40   |
| Caster Semenya       | 800 m        | 1:59,31 min  | 6       | 1:58,15 min   | 1             | 1:55,28 min     | 1               | Gold |
| Dominique Scott      | 10.000 m     | –            | –       | –             | –             | 31:51,47 min    | 21              | 21   |
| Christine Kalmer     | Marathon     | –            | –       | –             | –             | 2:48:24 h       | 96              | 96   |
| Dina Lebo Phalula    | Marathon     | –            | –       | –             | –             | 2:41:46 h       | 63              | 63   |
| Irvette van Zyl      | Marathon     | –            | –       | –             | –             | nicht gestartet | nicht gestartet | –    |
| Anél Oosthuizen      | 20 km Gehen  | –            | –       | –             | –             | 1:45:06 h       | 63              | 63   |
| Wenda Nel            | 400 m Hürden | 55,55 s      | 7       | 55,83 s       | 13            | ausgeschieden   | ausgeschieden   | 13   |
| Männer               |              |              |         |               |               |                 |                 |      |
| Henricho Bruintjies  | 100 m        | 10,33 s      | 44      | ausgeschieden | ausgeschieden | ausgeschieden   | ausgeschieden   | 44   |
| Akani Simbine        | 100 m        | 10,14 s      | 13      | 9,98 s        | 6             | 9,94 s          | 5               | 5    |
| Tlotliso Leotlela    | 200 m        | 20,59 s      | 43      | ausgeschieden | ausgeschieden | ausgeschieden   | ausgeschieden   | 43   |
| Anaso Jobodwana      | 200 m        | 20,53 s      | 36      | ausgeschieden | ausgeschieden | ausgeschieden   | ausgeschieden   | 37   |
| Clarence Munyai      | 200 m        | 20,66 s      | 52      | ausgeschieden | ausgeschieden | ausgeschieden   | ausgeschieden   | 52   |
| Wayde van Niekerk    | 400 m        | 45,26 s      | 8       | 44,45 s       | 5             | 43,03 s         | 1               | Gold |
| Jacob Rozani         | 800 m        | 1:49,79 min  | 44      | ausgeschieden | ausgeschieden | ausgeschieden   | ausgeschieden   | 44   |
| Rynardt van Rensburg | 800 m        | 1:45,67 min  | 3       | 1:45,33 min   | 13            | ausgeschieden   | ausgeschieden   | 13   |
| Elroy Gelant         | 5000 m       | 13:22,00 min | 7       | –             | –             | 13:17,47 min    | 14              | 14   |
| Stephen Mokoka       | 10.000 m     | –            | –       | –             | –             | 27:54,57 min    | 18              | 18   |
| Lusapho April        | Marathon     | –            | –       | –             | –             | 2:15:24 h       | 24              | 24   |
| Lungile Gongqa       | Marathon     | –            | –       | –             | –             | nicht beendet   | nicht beendet   | –    |
| Sibusiso Nzima       | Marathon     | –            | –       | –             | –             | 2:25:33 h       | 97              | 97   |
| Lebogang Shange      | 20 km Gehen  | –            | –       | –             | –             | 1:25:07 h       | 44              | 44   |
| Wayne Snyman         | 20 km Gehen  | –            | –       | –             | –             | 1:29:20 h       | 58              | 58   |
| Marc Mundell         | 20 km Gehen  | –            | –       | –             | –             | 4:11:03 h       | 38              | 38   |
| Antonio Alkana       | 110 m Hürden | 13,64 s      | 22      | 13,55 s       | 17            | ausgeschieden   | ausgeschieden   | 17   |
| Le Roux Hamman       | 400 m Hürden | 49,72 s      | 26      | ausgeschieden | ausgeschieden | ausgeschieden   | ausgeschieden   | 26   |
| Lindsay Hanekom      | 400 m Hürden | 50,22 s      | 38      | ausgeschieden | ausgeschieden | ausgeschieden   | ausgeschieden   | 38   |
| L. J. van Zyl        | 400 m Hürden | 49,12 s      | 15      | 49,00 s       | 12            | ausgeschieden   | ausgeschieden   | 12   |

 Springen und Werfen 
| Athleten               | Wettbewerb | Qualifikation | Qualifikation | Finale        | Finale        | Rang   |
| Athleten               | Wettbewerb | Weite/Höhe    | Rang          | Weite/Höhe    | Rang          | Rang   |
| ---------------------- | ---------- | ------------- | ------------- | ------------- | ------------- | ------ |
| Frauen                 |            |               |               |               |               |        |
| Lynique Prinsloo       | Weitsprung | 6,10 m        | 33            | ausgeschieden | ausgeschieden | 33     |
| Sunette Viljoen        | Speerwurf  | 63,54 m       | 6             | 64,92 m       | 2             | Silber |
| Männer                 |            |               |               |               |               |        |
| Stefan Brits           | Weitsprung | 7,71 m        | 22            | ausgeschieden | ausgeschieden | 22     |
| Luvo Manyonga          | Weitsprung | 8,12 m        | 4             | 8,37 m        | 2             | Silber |
| Rushwahl Samaai        | Weitsprung | 8,03 m        | 5             | 7,97 m        | 9             | 9      |
| Godfrey Khotso Mokoena | Dreisprung | 16,51 m       | 21            | ausgeschieden | ausgeschieden | 21     |
| Rocco van Rooyen       | Speerwurf  | 78,48 m       | 24            | ausgeschieden | ausgeschieden | 24     |

 Mehrkampf 
| Athleten         | 100 m    | 100 m | Weitsprung | Weitsprung | Kugelstoßen | Kugelstoßen | Hochsprung      | Hochsprung      | 400 m         | 400 m         | 110 m Hürden  | 110 m Hürden  | Diskuswurf    | Diskuswurf    | Stabhochsprung | Stabhochsprung | Speerwurf     | Speerwurf     | 1500 m        | 1500 m        | Punkte        | Rang          |               |
| Athleten         | Zeit (s) | Pkte. | Weite (m)  | Pkte.      | Weite (m)   | Pkte.       | Höhe (m)        | Pkte.           | Zeit (s)      | Pkte.         | Zeit (s)      | Pkte.         | Weite (m)     | Pkte.         | Höhe (m)       | Pkte.          | Weite (m)     | Pkte.         | Zeit (min)    | Pkte.         | Punkte        | Rang          |               |
| ---------------- | -------- | ----- | ---------- | ---------- | ----------- | ----------- | --------------- | --------------- | ------------- | ------------- | ------------- | ------------- | ------------- | ------------- | -------------- | -------------- | ------------- | ------------- | ------------- | ------------- | ------------- | ------------- | ------------- |
| Zehnkampf Männer |          |       |            |            |             |             |                 |                 |               |               |               |               |               |               |                |                |               |               |               |               |               |               |               |
| Willem Coertzen  | 11,12 s  | 834   | 6,98 m     | 809        | 14,00 m     | 728         | nicht gestartet | nicht gestartet | ausgeschieden | ausgeschieden | ausgeschieden | ausgeschieden | ausgeschieden | ausgeschieden | ausgeschieden  | ausgeschieden  | ausgeschieden | ausgeschieden | ausgeschieden | ausgeschieden | ausgeschieden | ausgeschieden | ausgeschieden |

### Radsport

#### Straße
| Athleten               | Wettbewerb       | Zeit         | Rang |
| ---------------------- | ---------------- | ------------ | ---- |
| Frauen                 |                  |              |      |
| Ashleigh Moolman-Pasio | Straßenrennen    | 3:52:41 h    | 10   |
| An-Li Kachelhoffer     | Straßenrennen    | 4:01:29 h    | 39   |
| Ashleigh Moolman-Pasio | Einzelzeitfahren | 46:29,11 min | 12   |
| Männer                 |                  |              |      |
| Daryl Impey            | Straßenrennen    | 6:19:43 h    | 28   |
| Louis Meintjes         | Straßenrennen    | 6:10:27 h    | 7    |

#### Mountainbike
| Athleten      | Wettbewerb    | Zeit      | Rang |
| ------------- | ------------- | --------- | ---- |
| Männer        |               |           |      |
| Alan Hatherly | Cross-Country | 1:42:03 h | 26   |
| James Reid    | Cross-Country | +3 Runden | 42   |

#### BMX
| Athleten  | Wettbewerb | Qualifikation | Qualifikation | Viertelfinale | Viertelfinale | Halbfinale    | Halbfinale    | Finale        | Finale        | Rang          |
| Athleten  | Wettbewerb | Zeit          | Rang          | Punkte        | Rang          | Punkte        | Rang          | Zeit          | Rang          | Rang          |
| --------- | ---------- | ------------- | ------------- | ------------- | ------------- | ------------- | ------------- | ------------- | ------------- | ------------- |
| Männer    |            |               |               |               |               |               |               |               |               |               |
| Kyle Dodd | Rennen     | 36,45 s       | 26            | 14            | 6             | ausgeschieden | ausgeschieden | ausgeschieden | ausgeschieden | ausgeschieden |

### Reiten
| Dressur                    |            |            |               |               |               |      |
| Athleten                   | Wettbewerb | Prozent    | Prozent       | Prozent       | Prozent       | Rang |
| Athleten                   | Wettbewerb | Grand Prix | GP Spécial    | Durchschnitt  | GP Kür        | Rang |
| Tanya Seymour mit Ramoneur | Einzel     | 63,929     | ausgeschieden | ausgeschieden | ausgeschieden | 56   |

### Rudern
| Athleten                                           | Wettbewerb                  | Vorlauf     | Vorlauf | Vorlauf       | Hoffnungslauf | Hoffnungslauf | Hoffnungslauf | Halbfinale  | Halbfinale | Halbfinale    | Finale      | Finale | Rang   |
| Athleten                                           | Wettbewerb                  | Zeit        | Platz   | Qualifikation | Zeit          | Platz         | Qualifikation | Zeit        | Platz      | Qualifikation | Zeit        | Platz  | Rang   |
| -------------------------------------------------- | --------------------------- | ----------- | ------- | ------------- | ------------- | ------------- | ------------- | ----------- | ---------- | ------------- | ----------- | ------ | ------ |
| Frauen                                             |                             |             |         |               |               |               |               |             |            |               |             |        |        |
| Kate Christowitz Lee-Ann Persse                    | Zweier ohne Steuerfrau      | 7:11,29 min | 2       | Halbfinale    | –             | –             | –             | 7:24,03 min | 3          | Finale        | 7:28,50 min | 5      | 5      |
| Ursula Grobler Kirsten McCann                      | Leichtgewichts-Doppelzweier | 7:07,37 min | 1       | Halbfinale    | –             | –             | –             | 7:19,09 min | 1          | Finale        | 7:11,26 min | 5      | 5      |
| Männer                                             |                             |             |         |               |               |               |               |             |            |               |             |        |        |
| Lawrence Brittain Shaun Keeling                    | Zweier ohne Steuermann      | 6:41,42 min | 2       | Halbfinale    | –             | –             | –             | 6:27,59 min | 3          | Finale        | 7:02,51 min | 2      | Silber |
| John Smith James Thompson                          | Leichtgewichts-Doppelzweier | 6:23,10 min | 1       | Halbfinale    | –             | –             | –             | 6:38,01 min | 1          | Finale        | 6:33,29 min | 4      | 4      |
| David Hunt Jonathan Smith Vincent Breet Jake Green | Vierer ohne Steuermann      | 6:01,64 min | 4       | Hoffnungslauf | 6:34,97 min   | 1             | Halbfinale    | 6:15,22 min | 2          | Finale        | 6:05,80 min | 4      | 4      |

### Rugby
| Wettbewerb      | Männer |
| --------------- | --- |
| Athleten        | Cecil Afrika Tim Agaba Kyle Brown Juan de Jongh Justin Geduld Werner Kok Cheslin Kolbe Dylan Sage Seabelo Senatla Kwagga Smith Philip Snyman Rosko Specman |
| Trainer         | Neil Powell |
| Gruppenphase    | Spanien (24:0) Frankreich (26:0) Australien (5:12) |
| Viertelfinale   | Australien (22:5) |
| Halbfinale      | Großbritannien (5:7) |
| Finale          | – |
| Spiel um Bronze | Japan (54:14) |
| Platzierung     | Bronze |

### Schwimmen
| Athleten                                                       | Wettbewerb          | Vorlauf      | Vorlauf | Halbfinale    | Halbfinale    | Finale        | Finale        | Rang   |
| Athleten                                                       | Wettbewerb          | Zeit         | Rang    | Zeit          | Rang          | Zeit          | Rang          | Rang   |
| -------------------------------------------------------------- | ------------------- | ------------ | ------- | ------------- | ------------- | ------------- | ------------- | ------ |
| Frauen                                                         |                     |              |         |               |               |               |               |        |
| Michelle Weber                                                 | 10 km Freiwasser    | –            | –       | –             | –             | 1:59:05 h     | 18            | 18     |
| Männer                                                         |                     |              |         |               |               |               |               |        |
| Douglas Erasmus                                                | 50 m Freistil       | 22,37 s      | 29      | ausgeschieden | ausgeschieden | ausgeschieden | ausgeschieden | 29     |
| Brad Tandy                                                     | 50 m Freistil       | 21,94 s      | 12      | 21,80 s       | 8             | 21,79 s       | 6             | 6      |
| Myles Brown                                                    | 200 m Freistil      | 1:46,78 min  | 13      | 1:46,57 min   | 12            | ausgeschieden | ausgeschieden | 12     |
| Chad le Clos                                                   | 200 m Freistil      | 1:45,89 min  | 3       | 1:45,94 min   | 7             | 1:45,20 min   | 2             | Silber |
| Myles Brown                                                    | 400 m Freistil      | 3:45,92 min  | 12      | –             | –             | ausgeschieden | ausgeschieden | 12     |
| Matthew Meyer                                                  | 1500 m Freistil     | 15:36,22 min | 41      | –             | –             | ausgeschieden | ausgeschieden | 41     |
| Chad le Clos                                                   | 100 m Schmetterling | 51,75 s      | 7       | 51,43 s       | 2             | 51,14 s       | 2             | Silber |
| Chad le Clos                                                   | 200 m Schmetterling | 1:55,57 min  | 3       | 1:55,19 min   | 4             | 1:54,06 min   | 4             | 4      |
| Cameron van der Burgh                                          | 100 m Brust         | 59,35 s      | 7       | 59,21 s       | 3             | 58,69 s       | 2             | Silber |
| Jarred Crous                                                   | 200 m Brust         | 2:12,64 min  | 25      | ausgeschieden | ausgeschieden | ausgeschieden | ausgeschieden | 25     |
| Cameron van der Burgh                                          | 200 m Brust         | 2:12,67 min  | 26      | ausgeschieden | ausgeschieden | ausgeschieden | ausgeschieden | 26     |
| Christopher Reid                                               | 100 m Rücken        | 53,68 s      | 12      | 53,70 s       | 10            | ausgeschieden | ausgeschieden | 10     |
| Michael Meyer                                                  | 400 m Lagen         | 4:18,13 min  | 17      | –             | –             | ausgeschieden | ausgeschieden | 17     |
| Sebastien Rousseau                                             | 400 m Lagen         | 4:18,72 min  | 21      | –             | –             | ausgeschieden | ausgeschieden | 21     |
| Dylan Bosch Myles Brown Calvyn Justus Sebastien Rousseau       | 4 × 200 m Freistil  | 7:12,61 min  | 11      | –             | –             | ausgeschieden | ausgeschieden | 11     |
| Christopher Reid Cameron van der Burgh Dylan Bosch Myles Brown | 4 × 100 m Lagen     | 3:35,50 min  | 13      | –             | –             | ausgeschieden | ausgeschieden | 13     |
| Chad Ho                                                        | 10 km Freiwasser    | –            | –       | –             | –             | 1:53:04,8 h   | 10            | 10     |

### Segeln
Fleet Race
| Athleten                  | Wettbewerb | Qualifikation | Qualifikation | Medal Race    | Medal Race    | Punkte | Rang |
| Athleten                  | Wettbewerb | Punkte        | Rang          | Punkte        | Rang          | Punkte | Rang |
| ------------------------- | ---------- | ------------- | ------------- | ------------- | ------------- | ------ | ---- |
| Männer                    |            |               |               |               |               |        |      |
| Stefano Marcia            | Laser      | 331           | 40            | ausgeschieden | ausgeschieden | 331    | 40   |
| Jim Asenathi Roger Hudson | 470er      | 148           | 20            | ausgeschieden | ausgeschieden | 148    | 20   |

### Triathlon
Hinter den beiden Briten, den Brüdern Alistair und Jonathan Brownlee belegten Shoeman und Murray am 18. August 2016 den dritten und vierten Rang.
| Athleten        | Wettbewerb | Zeit      | Rang   |
| --------------- | ---------- | --------- | ------ |
| Frauen          |            |           |        |
| Mari Rabie      | Einzel     | 1:59:13 h | 11     |
| Gillian Sanders | Einzel     | 2:01:29 h | 23     |
| Männer          |            |           |        |
| Henri Schoeman  | Einzel     | 1:45:43 h | Bronze |
| Richard Murray  | Einzel     | 1:45:50 h | 4      |

### Turnen

#### Gerätturnen
| Athleten       | Wettbewerb       | Qualifikation | Qualifikation | Finale        | Finale        | Rang |
| Athleten       | Wettbewerb       | Punkte        | Rang          | Punkte        | Rang          | Rang |
| -------------- | ---------------- | ------------- | ------------- | ------------- | ------------- | ---- |
| Männer         |                  |               |               |               |               |      |
| Ryan Patterson | Mehrkampf Einzel | 80,690        | 46            | ausgeschieden | ausgeschieden | 46   |

### Wasserspringen
| Athleten                | Wettbewerb        | Vorkampf | Vorkampf | Halbfinale    | Halbfinale    | Finale        | Finale        | Rang |
| Athleten                | Wettbewerb        | Punkte   | Rang     | Punkte        | Rang          | Punkte        | Rang          | Rang |
| ----------------------- | ----------------- | -------- | -------- | ------------- | ------------- | ------------- | ------------- | ---- |
| Frauen                  |                   |          |          |               |               |               |               |      |
| Julia Catherine Vincent | Kunstspringen 3 m | 220,30   | 29       | ausgeschieden | ausgeschieden | ausgeschieden | ausgeschieden | 29   |